# Julie & Julia
Julie & Julia è un film del 2009 scritto e diretto da Nora Ephron con Amy Adams e Meryl Streep, tratto dai libri Julie & Julia. 365 giorni, 524 ricette, una piccola cucina di Julie Powell e My Life in France di Julia Child e Alex Prud'homme.
Il film ha chiuso il Festival Internazionale del Film di Roma 2009, dove è stato presentato fuori concorso, successivamente è stato distribuito nelle sale italiane a partire dal 23 ottobre 2009.

## Trama
2002, New York. La ventinovenne Julie Powell è una brillante scrittrice mancata che si ritrova intrappolata in uno spiacevole impiego amministrativo al call center della società che si occupa della ricostruzione dell'area colpita dagli attentati dell'11 settembre 2001.
Per evadere dalla grigia monotonia della sua vita quotidiana, decide di cimentarsi in un eccentrico progetto che unisca le sue passioni per la scrittura e per la cucina: sperimentare personalmente nel giro di 365 giorni tutte le 524 ricette contenute nel celebre libro di cucina Mastering the Art of French Cooking di Julia Child e raccontare l'esperienza in un blog, The Julie/Julia Project - Nobody here but we servantless American cooks....
Il film segue parallelamente le vicende di Julie Powell e quelle di Julia Child negli anni cinquanta, durante il suo soggiorno parigino, al seguito del marito diplomatico Paul, nel corso del quale apprende la cucina francese alla scuola Cordon Bleu al punto da poterla insegnare con due amiche francesi e intraprendere insieme a loro la stesura di un libro di cucina francese per gli americani.
Julie è rivitalizzata dal suo progetto fino ad esserne ossessionata e mettere a dura prova l'affiatato rapporto con il marito Eric, causando perfino una breve separazione. Il suo blog diventa sempre più popolare fino a guadagnarle un articolo sul New York Times, che attira a sua volta l'attenzione di altri giornali, agenti letterari ed editori, consentendole così di intraprendere l'agognata carriera di scrittrice.
Julia, con il costante supporto dell'amato marito, si dedica per quasi un decennio alla sua monumentale opera culinario-letteraria, sopportando anche il trasferimento dall'amata Parigi a residenze meno affascinanti (Marsiglia, Bonn, Oslo) e gli iniziali rifiuti degli editori alla pubblicazione. Quando Julia e Paul si sono ormai stabiliti in patria, nel 1961 il libro viene infine pubblicato da Alfred A. Knopf.

## Differenze con la realtà
- Julie Powell ha iniziato il progetto durante il trasloco, mentre nel film lo inizia poco tempo dopo essersi trasferita nel Queens.
- Nel film non vengono nominati i problemi che Julie Powell e suo marito Eric hanno avuto con le tubature della nuova casa che hanno complicato il lavoro di Julie per alcuni piatti della Child.
- Julia Child è morta poco prima che Julie Powell finisse il progetto. Nel film questo fatto non viene citato.
- A differenza della sua interprete nel film, Amy Adams, Julie Powell era alta ed era sempre stata un po' in carne anche prima di iniziare il progetto.
- Come nella realtà, Judith Jones non è potuta andare a cena da Julie Powell, ma il suo giornalista aveva accettato lo stesso l'invito della Powell, mentre nel film non si presenta neanche lui.
- Nella realtà, Julie Powell voleva fare l'attrice teatrale.
- La madre e il fratello di Julie Powell avevano dato il loro contributo al progetto, mentre nel film Julie si fa aiutare una sola volta da Eric e da una sua amica.
- Julia Child aveva anche un fratello minore, John McWilliams III, ma nel film non appare e non viene neanche nominato.

## Colonna sonora
- Nel film fa parte della colonna sonora la canzone Mes emmerdes di Charles Aznavour.

## Riconoscimenti
- 2010 - Premio Oscar
  - Candidatura Miglior attrice protagonista a Meryl Streep
- 2010 - Golden Globe
  - Miglior attrice in un film commedia o musicale a Meryl Streep
  - Candidatura Miglior film commedia o musicale
- 2010 - Premio BAFTA
  - Candidatura Miglior attrice protagonista a Meryl Streep